# Phidippus tyrannus
Phidippus tyrannus là một loài nhện trong họ Salticidae.
Loài này thuộc chi Phidippus. Phidippus tyrannus được Edwards miêu tả năm 2004.